# 제2통신여단 (미국)
제2통신여단(2d Theater Signal Brigade)은 미국 유럽 육군의 군사 통신을 담당하는 통신여단이다. 전구급 전략 통신부대로 지정되어 있다.
어깨소매인식표는 1981년 3월 6일, 고유부대인식표는 1968년 8월 21일에 첫 승인되고 여단으로 승격된 뒤에 1979년 10월 17일애 디자인이 수정되었다.

## 역사
최초로 제2차 세계 대전 후기, 나치로부터 해방된 프랑스에서 1944년 10월 24일에 제3348통신근무단으로 창설되었다. 부대는 1946년 3월 13일까지 프랑스에 주둔하고 해산하였다.
다시 1946년 5월 9일에 뉴저지주 포트 몬마우스에서 재소집되었고, 1955년 4월 4일 조지아주 캠프 고든에서 해산하였다.
1961년 6월 21일 노스캐롤라이나주의 포트 브래그에서 재소집되었다. 베트남 전쟁에 참가하여 제1통신여단 예하 부대로서 주월 미군에 통신지원하였다. 전쟁 막바지에 제2통신단은 베트남 공화국에서 철수하고 워싱턴주의 포트 루이스에서 1971년 10월 23일에 해산하였다. 제1통신여단은 대한민국으로 건너가 주한 미국 육군의 통신부대가 되었다.
1974년 6월 1일에 독일에서 재소집되어 두번째 유럽 주둔이 시작되었고, 한달 뒤인 7월 1일에 창설된 제5통신사령부의 사령부의 예속부대가 되었다.
2017년 8월 4일, 제5통신사령부가 부대기 반납식을 거행하고 역사 속으로 사라지고, 제2통신여단이 미국 유럽 육군 직속 통신부대가 되었다.

## 부대
- 제39통신대대 (전략) - 벨기에 쉬에브흐
- 제44통신대대 (원정) - 독일 바움홀더
- 제52통신대대 (전략) - 독일 슈투트가르트
- 제102통신대대 (전략) - 독일 비스바덴
- 제509통신대대 (전략) - 이탈리아 비첸차
- 제6981민간지원단 - 독일 Germersheim; 1997년 ~ 현재

## 기록

### 소속
- 제1통신여단; 1961년 6월 21일
- 제5통신사령부; 1974년 7월 1일
- 미국 유럽 육군; 2017년 8월 4일
- 미국 유럽-아프리카 육군; 2020년 11월 20일

### 계보
- 1944년 10월 24일, Headquarters and Headquarters Detachment, 3348th Signal Service Group
→제3348통신근무단, 본부 및 본부분견대
- 1947년 3월 14, Headquarters and Headquarters Detachment, 2d Signal Service Group
→제2통신근무단, 본부 및 본부분견대
- 1949년 3월 1일, 정규군에 할당됨.
- 1949년 12월 16일, Headquarters, 2d Signal Service Group
→제2통신근무단, 본부
- 1953년 3월 25일, Headquarters, 2d Signal Group
→제2통신단, 본부
- 1961년 4월 27일, Headquarters and Headquarters Detachment, 2d Signal Group
→제2통신단, 본부 및 본부분견대
- 1979년 10월 1일, Headquarters and Headquarters Company, 2d Signal Brigade
→제2통신여단, 본부 및 본부중대

### 전역
| 스트리머                   | 내역 |
| -------------------------- | --- |
| 제2차 세계 대전, 유럽 전구 | 스트리머에 글귀 없음 |
| 베트남 전쟁                | - 방어 - 반격 - 반격, 제2(II)단계 - 반격, 제3(III)단계 - 구정 공세 - 반격, 제4(IV)단계 - 반격, 제5(V)단계 - 반격, 제6(VI)단계 - 69년 구정/반격 - 1969년 하계-추계 - 1970년 동계-춘계 - Sanctuary 반격 - 반격, 제7(VII)단계 - 통합 첫(I)번째 |

### 스트리머
| 스트리머          | 내역                                          | 명령서                                                     | Ref   |
| ----------------- | --------------------------------------------- | ---------------------------------------------------------- | ----- |
| 육군 공로부대표창 | 베트남 전쟁, 1965년 5월 1일 ~ 1967년 4월 30일 | 제2통신단, 1968년 4월 28일, 육군부 일반명령 제68-17        | [ 2 ] |
| 육군 공로부대표창 | 베트남 전쟁, 1967년 3월 1일 ~ 1968년 2월 29일 | 제2통신단, 1968년 10월 8일, 육군부 일반명령 제68-54        | [ 3 ] |
| 육군 우수부대표창 | 2004년 1월 14일 ~ 2005년 1월 19일             | 제2통신여단, 2009년 12월 29일, 육군부 일반명령 제2009-08호 | [ 4 ] |
| 육군 우수부대표창 | 2009년 5월 1일 ~ 2010년 5월 15일              | 제2통신여단, 2013년 9월 5일, 육군부 일반명령 제2013-34호   | [ 5 ] |

## 참고
1. ↑  “2d Signal Brigade” (영어). The Institute of Heraldry. 2020년 9월 24일에 확인함.[깨진 링크(과거 내용 찾기)]
2. ↑  “General Orders No. 68-17” (PDF) (영어). Department of the Army. 1968년 4월 28일. 20쪽. 2020년 9월 24일에 확인함.
3. ↑  “General Orders No. 68-54” (PDF) (영어). Department of the Army. 1968년 10월 8일. 3쪽. 2020년 9월 24일에 확인함.
4. ↑  “General Orders No. 2009-08” (PDF) (영어). Department of the Army. 2013년 9월 5일. 12쪽. 2020년 9월 24일에 확인함.
5. ↑  “General Orders No. 2013-34” (PDF) (영어). Department of the Army. 2013년 9월 5일. 2쪽. 2020년 9월 24일에 확인함.

- “Headquarters and Headquarters Company, 2d Signal Brigade” (영어). 2011년 12월 14일. 2010년 6월 12일에 원본 문서에서 보존된 문서. 2017년 11월 22일에 확인함.